# Giuseppe Girgenti

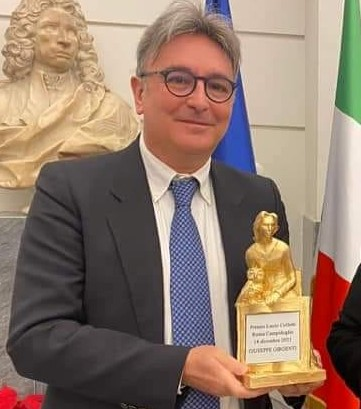
Giuseppe Girgenti mentre riceve il Premio Colletti in Campidoglio (14 dicembre 2021)

Giuseppe Girgenti (Palermo, 17 aprile 1967) è un filosofo italiano.

## Biografia
Ha frequentato gli studi classici nella sua città natale presso il Liceo "Vittorio Emanuele II" (ove, fra gli altri, ha avuto come docenti Vincenzo Brighina, Mario Franchina, Francesco Armetta, Ubaldo Mirabelli e padre Pino Puglisi) e poi si è trasferito a Milano per gli studi universitari, presso l'Università Cattolica del Sacro Cuore (ove, fra gli altri, ha seguito i corsi e i seminari di Gustavo Bontadini, Sofia Vanni Rovighi, Adriano Bausola, Virgilio Melchiorre e don Luigi Giussani); si è laureato in filosofia con Giovanni Reale nel 1989, con una tesi dal titolo Platonismo e Cristianesimo in San Giustino Martire; ha poi vinto un dottorato di ricerca nella stessa università, ed è andato a studiare prima a Monaco di Baviera con Werner Beierwaltes e poi a Parigi con Pierre Hadot; ha conseguito il titolo di dottore di ricerca nel 1994 con una dissertazione dal titolo Porfirio tra henologia e ontologia riproponendo la questione degli universali come origine del "pensiero forte". Dopo un biennio post-dottorale presso l'Università Cattolica di Milano, è diventato Assistenzprofessor presso l'Accademia Internazionale di Filosofia nel Principato del Liechtenstein, ove ha insegnato "Storia della Filosofia e Metodologia Filosofica" nel triennio 1997 - 2000; in questo periodo ha tenuto contatti regolari con Hans-Georg Gadamer; dal 2002 è passato a insegnare Storia della Filosofia Antica alla Facoltà di Filosofia dell'Università Vita-Salute San Raffaele di Milano su invito di Massimo Cacciari. Dal 2021 al 2023 è stato Presidente del corso di Laurea Magistrale in Filosofia del mondo contemporaneo della medesima Università. È segretario delle collane Bompiani "Testi a fronte" e "Il pensiero occidentale". Dal 2004 al 2024 ha collaborato strettamente con Sossio Giametta per le edizioni e traduzioni di Nietzsche, Schopenhauer e Stirner e, dopo la sua scomparsa, ha tenuto l'orazione funebre a Bruxelles il 27 gennaio 2024. Dirige inoltre le collane Perle di Saggezza (AlboVersorio), Atene e Gerusalemme (Aracne) e Catena Aurea (Mimesis).

## Pensiero

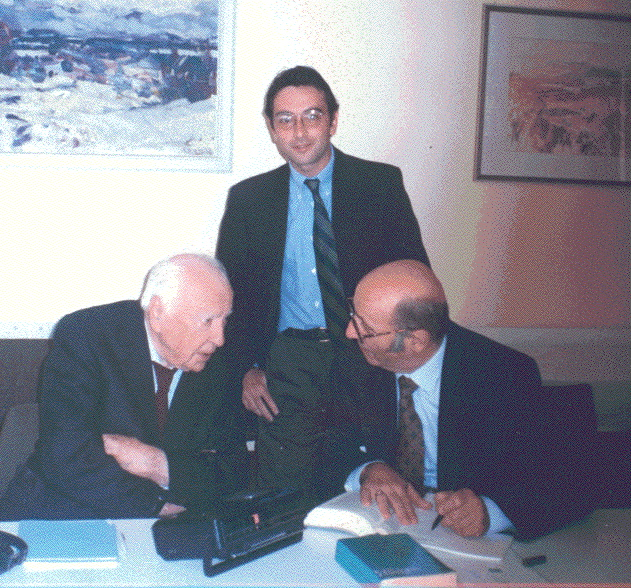
Hans-Georg Gadamer, Giuseppe Girgenti e Giovanni Reale (Tubinga, settembre 1996)

I suoi studi sono concentrati sul rapporto tra filosofia greca e Cristianesimo, e in particolare nell'influenza che il platonismo ha esercitato sui Padri della Chiesa. Per analizzare questo tema, ha applicato due categorie ermeneutiche create da Gadamer: la "storia degli effetti" (Wirkungsgeschichte) e la "fusione di orizzonti" (Horizontverschmelzung); secondo la storia degli effetti, come già in Beierwaltes, la storia della Patristica greca e latina deve essere considerata una fase importante della storia del platonismo antico, che fa da tramite rispetto a tutto il pensiero cristiano medioevale; secondo la fusione di orizzonti, il rapporto tra platonismo e Cristianesimo deve essere analizzato superando due opposte posizioni classiche: la "Praeparatio evangelica" di Eusebio di Cesarea, secondo cui la filosofia greca sarebbe stata di per sé una preparazione al Cristianesimo e la "Ellenizzazione del cristianesimo" di Adolf von Harnack, secondo cui nell'incontro con la filosofia greca il Cristianesimo avrebbe smarrito la vocazione originaria (e dovrebbe pertanto de-ellenizzarsi). La posizione mediana potrebbe contribuire a superare le rigidità del cristianesimo ortodosso e le chiusure del cristianesimo protestante. Da Pierre Hadot ha tratto la nozione di "esercizi spirituali della filosofia antica" per applicarli alle sfide dell'intelligenza artificiale alla coscienza umana.

## Il successo diUmano, poco umano

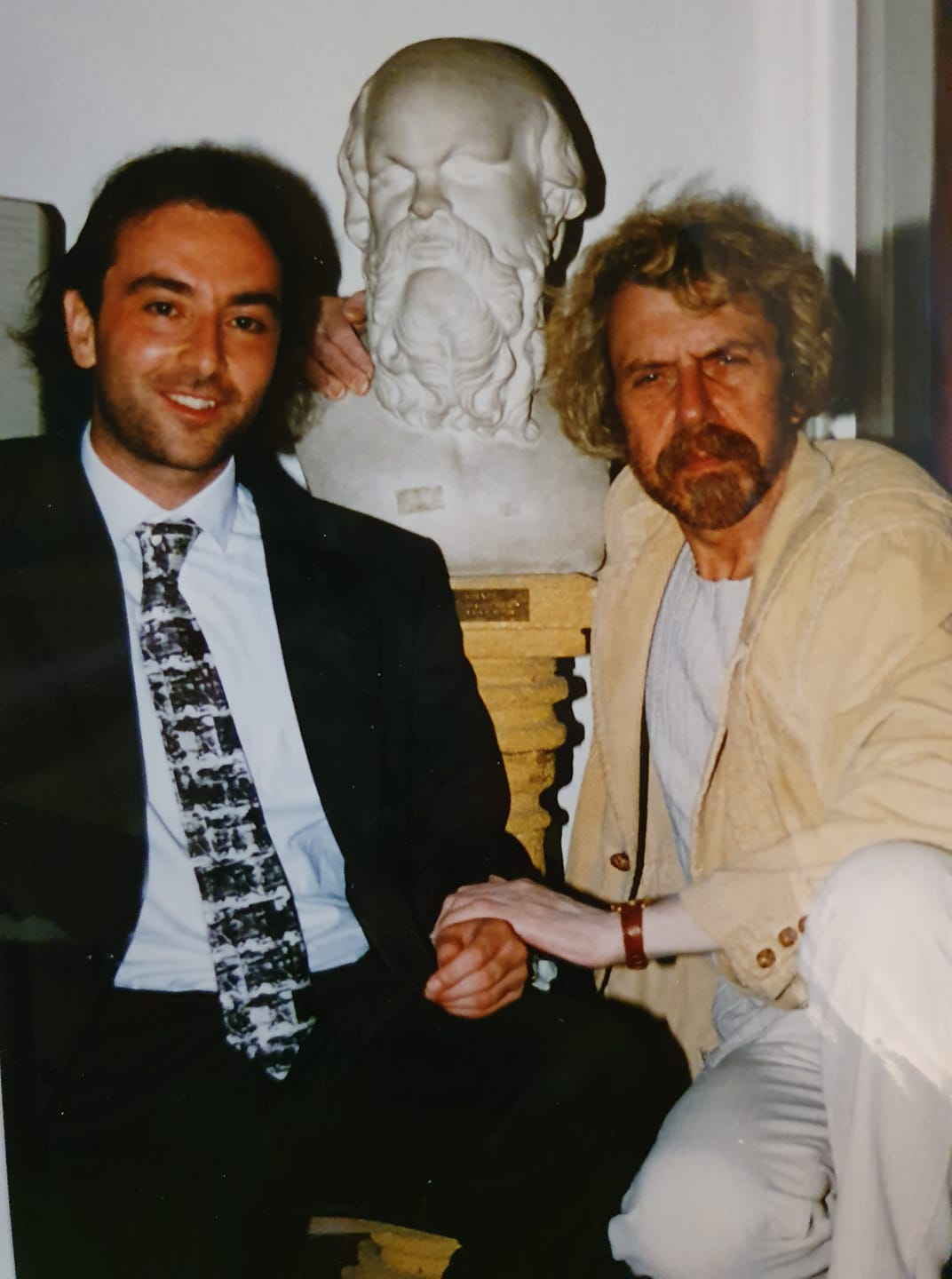

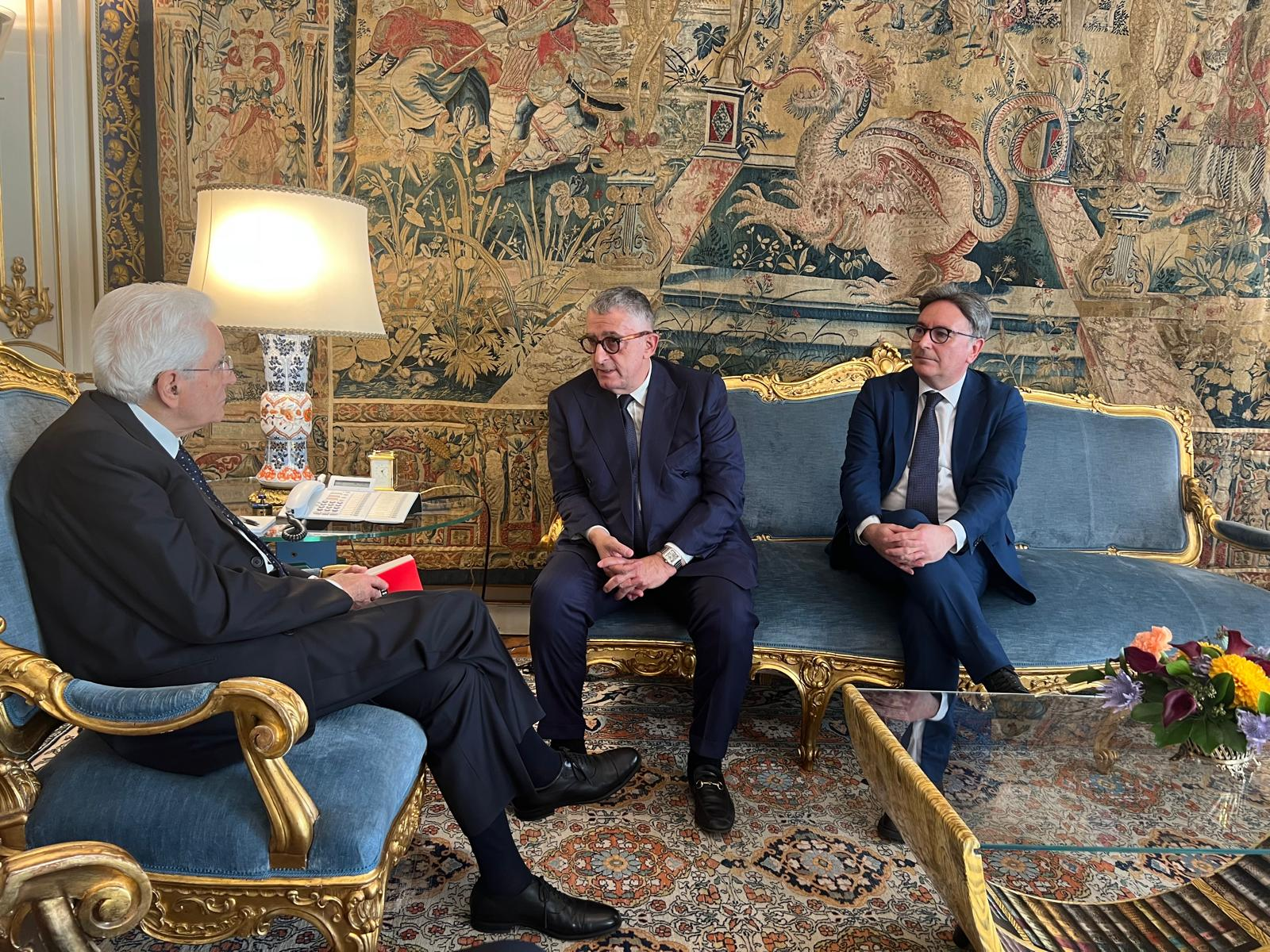
Mauro Crippa e Giuseppe Girgenti mentre omaggiano una copia di Umano, poco umano al Presidente della Repubblica Sergio Mattarella (15 maggio 2024)

La pubblicazione di Umano, poco umano (2024), scritto insieme a Mauro Crippa, è stata accolta con molto favore per le sue posizioni critiche contro l’intelligenza artificiale. Il libro è stato recensito entusiasticamente su tutti i principali quotidiani e rotocalchi italiani, è stato discusso in numerose trasmissioni televisive in Rai, Mediaset, La7, Sky, Tv200, Ottolina TV, TeleCusano e altre ancora, è stato presentato ufficialmente a Milano, Roma, Torino, Palermo, Agrigento, Firenze, Bologna, Genova, Bari, Lecce, Castelvetrano, Salemi, Polignano a Mare, Bergamo, Como, Monza, Meda, Merate, Rho, Vimercate, Alessandria, Asti, Mirandola, Cesano Maderno, Frattamaggiore, Marina di Pietrasanta, Courmayeur, Cori, Cassino, Domodossola, Crema, Taormina, Conversano, Taurisano, Tuglie, Todi, Teramo, Luino, Aversa, Marcianise, Busto Arsizio, Varese, Sassari, Bagheria, Salerno, Pisa, Maratea, Trecchina, Ivrea, ed è culminato in incontri istituzionali in Senato con il Ministro della Cultura, alla Camera dei Deputati, e al Quirinale con il Presidente della Repubblica.

## Note

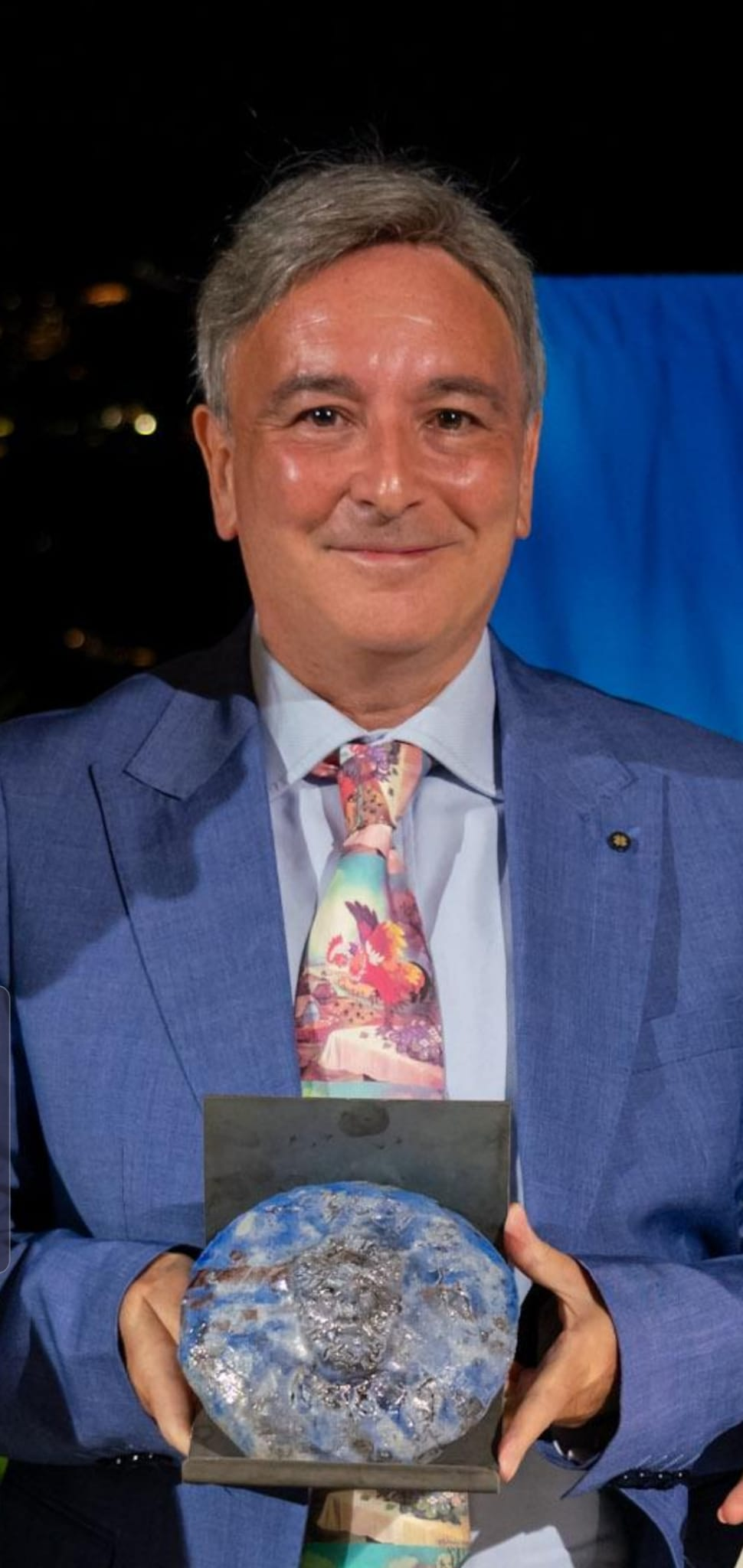
Giuseppe Girgenti mentre riceve il Premio NaxosLegge - Promotori della Cultura (20 settembre 2024)

## Attività teatrale

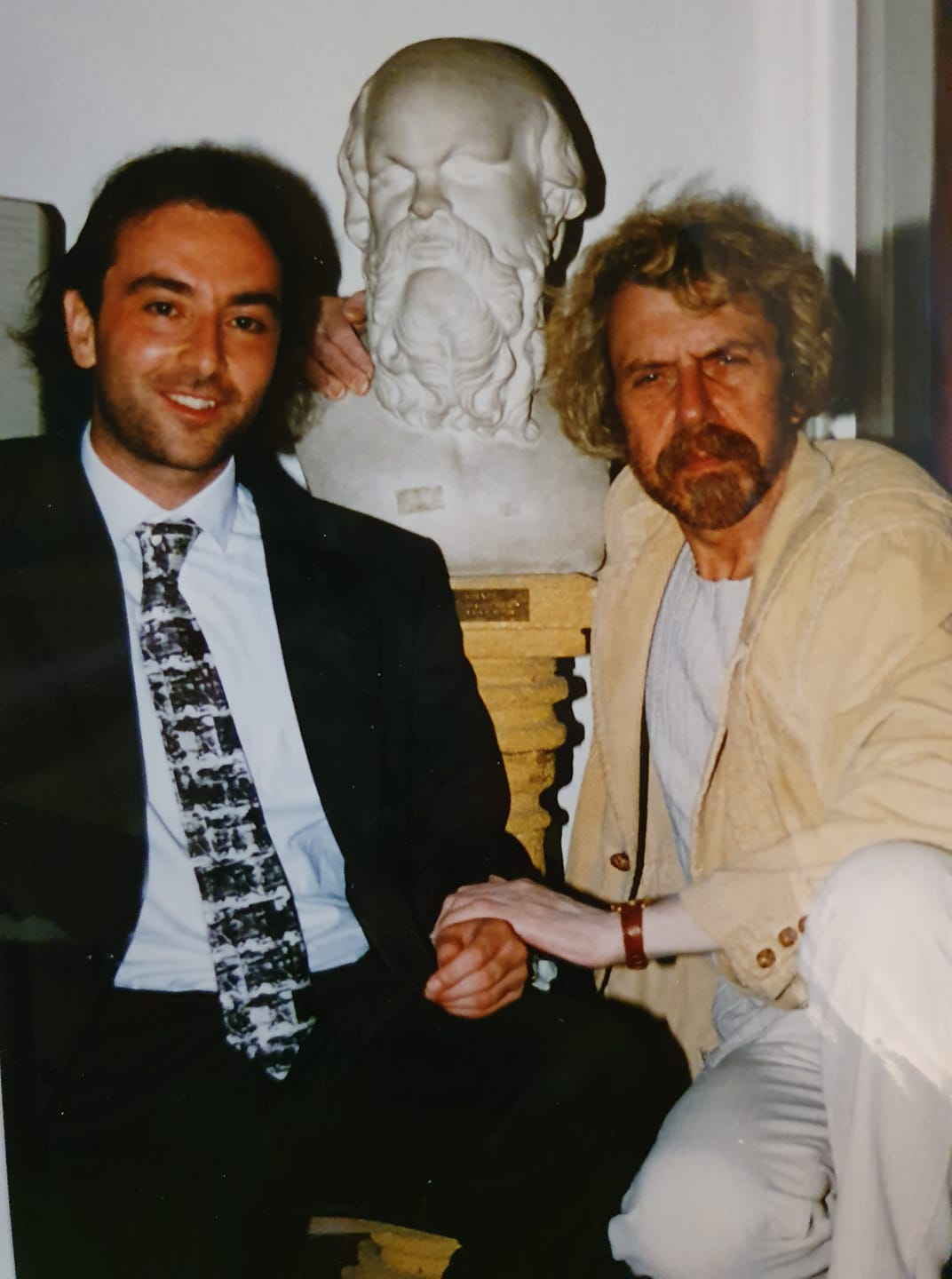
Giuseppe Girgenti e Carlo Rivolta in occasione della rappresentazione dell'Apologia di Socrate per la commemorazione di Giovanni Falcone (Palermo, 22 maggio 1996)

Insieme alla Compagnia "Carlo Rivolta" porta avanti la versione teatrale dei dialoghi platonici, da un'idea originaria di Giovanni Reale; sono già stati messi in scena l'Apologia di Socrate, il Critone, il Fedone, il Simposio e il Fedro. A livello amatoriale ha portato in scena anche il Minosse nella Grotta della Gurfa e il Teagete a Siracusa.

## Opere
- Porfirio negli ultimi 50 anni: bibliografia sistematica e ragionata della letteratura primaria e secondaria riguardante il pensiero porfiriano e i suoi influssi storici, Vita e Pensiero, Milano 1994;
- Giustino Martire, il primo cristiano platonico, Vita e Pensiero, Milano 1995;
- Il Pensiero forte di Porfirio, Vita e Pensiero, Milano 1996;
- Introduzione a Porfirio, Laterza, Roma-Bari 1997;
- La nuova interpretazione di Platone, a cura di G. Girgenti, Rusconi, Milano 1998;
- Incontri con Hans-Georg Gadamer, a cura di G. Girgenti, Bompiani, Milano 2000;
- Platone tra oralità e scrittura, a cura di G. Girgenti, Bompiani, Milano 2001;
- Atene e Gerusalemme. Una fusione di orizzonti, Il Prato, Padova 2011;
- Il bue squartato e altri macelli. La dolce filosofia, libro-intervista con Sossio Giametta, Mursia, Milano 2012.
- Umano, poco umano. Esercizi spirituali contro l'intelligenza artificiale, con Mauro Crippa, Piemme-Mondadori, Milano 2024.
- Il Centesimo Tallero. Aforismi e appunti 2008-2023. 1. La Radice e la Sorgente; 2. Il Frutto e il Succo, Il Prato, Padova 2024.

## Premi e riconoscimenti
- Premio "Officine Filosofiche Terra d'Otranto" 2012, per Atene e Gerusalemme. Una fusione di orizzonti.

- Premio "Lucio Colletti" 2021[19][20][21]

- Premio "NaxosLegge - Promotori della Cultura" 2024, per Il Centesimo Tallero. Aforismi e appunti 2008-2023.[22]
- Premio "Marateale - Premio Internazionale della Basilicata" 2025 per Umano, poco umano. Esercizi spirituali contro l'intelligenza artificiale.[23][24]